# Болгарсько-угорський договір (1948)
Болгаро-угорський договір 1948 — договір про дружбу, співпрацю і взаємну допомогу між Народною Республікою Болгарією і Угорською Народною Республікою, підписаний у Софії 16 липня 1948 року з боку Болгарії головою Ради Міністрів НРБ Г. Димитровим, заступником голови Ради Міністрів, міністром закордонних справ НРБ В. Коларовим, з боку Угорщини — головою Ради Міністрів УНР Л. Діньєшем і міністром закордонних справ УНР Е. Мольнаром. Укладено на 20 років. 
Обидві сторони, прагнучи до забезпечення безпеки своїх народів, до збереження і зміцнення загального миру, домовилися проводити політику взаємної дружби і зміцнювати її шляхом тісного всебічного співробітництва, спільно вжити всі залежні від них заходи для усунення будь-якої загрози відновлення агресії з боку або будь-якої іншої держави. 
Сторони зобов'язалися надавати один одному військову і всяку іншу допомогу у випадку, якщо одна зі сторін буде залучена у військові дії з будь-якою іншоюм державою, чи державами, які об'єдналися з нею в політиці агресії, не укладати будь-якого союзу і не брати участі в коаліціях, діях або заходах, спрямованих проти іншої сторони. 
Болгаро-угорський договір передбачав розширення і зміцнення взаємних економічних, культурних та інших зв'язків. Договором передбачалося, що він буде здійснюватися відповідно до принципів Статуту ООН.